# Плотниковский сельсовет (Новосибирская область)
Пло́тниковский сельсове́т — муниципальное образование (сельское поселение) в составе Новосибирского района Новосибирской области России.
Административный центр — село Плотниково.

## Население
| 2002  | 2010  | 2012  | 2013  | 2014  | 2015  | 2016  |
| ----- | ----- | ----- | ----- | ----- | ----- | ----- |
| 2504  | ↘2277 | ↘2139 | ↘2118 | ↗2144 | ↘2097 | ↘2019 |
| 2017  | 2018  | 2019  | 2020  | 2021  |       |       |
| ↘1992 | ↘1916 | ↗1930 | ↗1942 | ↘1922 |       |       |

## Состав сельского поселения
| № | Населённый пункт | Тип населённого пункта       | Население |
| - | ---------------- | ---------------------------- | --------- |
| 1 | Жеребцово        | железнодорожная станция      | ↗330      |
| 2 | Жеребцово        | село                         | ↘215      |
| 3 | Михайловский     | посёлок                      | ↘5        |
| 4 | Плотниково       | село, административный центр | ↘1725     |
| 5 | Ярское           | село                         | →2        |